# Abbe (månkrater)
För andra betydelser, se Abbe.
Abbe är en nedslagskrater på månen som är lokaliserad i den södra hemisfären på den sida av månen som alltid är vänd från jorden; månens baksida. Den är lokaliserad strax söder om kratern Hess, och ligger till öster om den stora kratern Poincaré. Kratern är uppkallad efter den tyska fysikern och astronomen Ernst Abbe.
Den yttre delen av Abbes kratervägg är något eroderad, med små kratrar tvärsöver den nordvästra och sydvästra kraterranden. Bottnen i kratern är relativt jämnt, med ett fåtal mycket små kratrar som gjort märken i ytan.

## Satellitkratrar

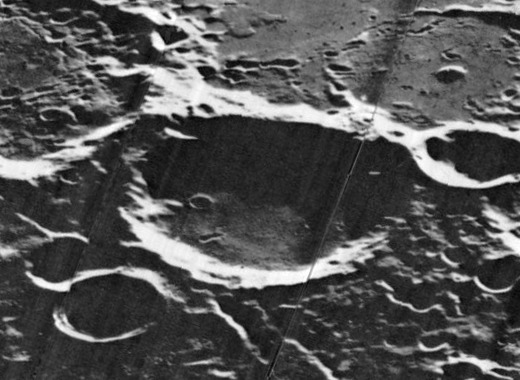
Fotot taget av Lunar Orbiter 5 i sned vinkel mot Abbe, på månens baksida, i västlig riktning.

På månkartor är dessa objekt genom konvention identifierade genom att placera ut bokstaven på den sida av kraterns mittpunkt som är närmast kratern Abbe.
| Abbe | Latitud | Longitud | Diameter |
| ---- | ------- | -------- | -------- |
| H    | 58.2° S | 177.9° Ö | 25 km    |
| K    | 59.6° S | 177.3° Ö | 28 km    |
| M    | 61.6° S | 175.3° Ö | 29 km    |